# Lillie af Ökna
För andra betydelser, se Lillie (olika betydelser).
Lillie af Ökna var en uradlig adelsätt, introducerad på Riddarhuset 1625, men utdöd redan före 1636. Ätten har inget känt samband med övriga Lilliesläkter. 

## Vapen
Vapen: Släkten förde olika vapen, alla med tre liljor, som tre liljor stående i rad, tre liljor snett över skölden, eller delad sköld, i övre fältet tre liljor stående i rad över skölden.

## Historik
Den först kände medlemmen av släkten var väpnaren Lars Ödinsson i Ökna, Floda socken (död ca 1466) vilken i sitt vapen förde tre liljor i rad. Han omtalas första gången 1425 då han tilldöms jord i Västra Ökna efter sin mormor. Gift med Kerstin Andersdotter, som i vapnet förde ett vitt hjorthorn i blått fält. 
Deras son var väpnaren Anders Laurensson (död ca 1491) vilken förde i vapnet tre liljor snett över skölden. Han blev i sitt äktenskap med en dotter till Hinse Jönsson (Svinhufvud) till Stämnarvet vid Kopparberget far till följande fyra barn:
1. Lasse Andersson (Lillie). Gift med Ingrid Eriksdotter, dotter till Erik Karlsson (Vinthund), till Brunnsholm och Strömsta-Ökna Herrgård.
  1. Brita Larsdotter. Gift med Erik Olofsson (ett halvt grått lejon i hälften grönt fält)
2. Axel Andersson (Lillie)[3] (död ca 1546), lagman och riksråd, som skrev sig till Länna, Almunge socken, och förde delad sköld, i övre fältet tre liljor stående i rad över skölden.[5] Han var gift med Margareta Mikelsdotter (Björnlår),[2]som han 1545 av Gustav Vasa beviljades skilsmässa från.[3]
3. Kerstin Andersdotter (Lillie). Gift med domaren Olof Markvardsson (Stjärna, Kopparbergsätten) till Kniva, Vika socken.
4. Knut Andersson (Lillie) (död 1546), riddare och riksråd under Gustav Vasa. Gift ca 1530 med Märta Göransdotter (Stiernsköld) i hennes andra gifte.
  1. Agneta Knutsdotter Lillie, till Ökna och Norrnäs, gift första gången 1544 med riksrådet Ulf Henriksson Snakenborg.[6] Gift andra gången med Sigfrid Geoffrey Preston från Skottland.
  2. Knut Knutsson (Lillie) (död 6 Jan. 1596),  Häradshövding. Riksråd under Erik XIV
    1. Anna Lillie[2] gift med Anders Persson (Stråle af Sjöared).
    2. Knut Lillie,[2] blev 1625 introducerad under namnet Lillie af Ökna, med adelsnummer 73. Död maj 1636, ogift, och slöt ätten på svärdssidan.
    3. Marta Lillie,[2] gift med kaptenen Henrik Persson Månesköld af Norge[7]